# Castelo de Moncrivello
O Castelo de Moncrivello (em italiano:  Castello di Moncrivello) é um castelo localizado em Moncrivello na Itália.

## História
O castelo remonta aproximadamente ao ano 1000. Tendo passado para os Marqueses de Monferrato em 1243, foi reconquistado pelos Bispos de Vercelli no século XIV e concedido em feudo aos condes Fieschi até 1399, quando o povo se revoltou, o tomou à força e jurou fidelidade a Amadeu VIII, Duque de Saboia. No século XV, Iolanda de Valois o transformou em uma elegante residência nobre.
Em 1908, o castelo foi oficialmente reconhecido como monumento nacional. Foi restaurado no final do século XX.

## Galeria

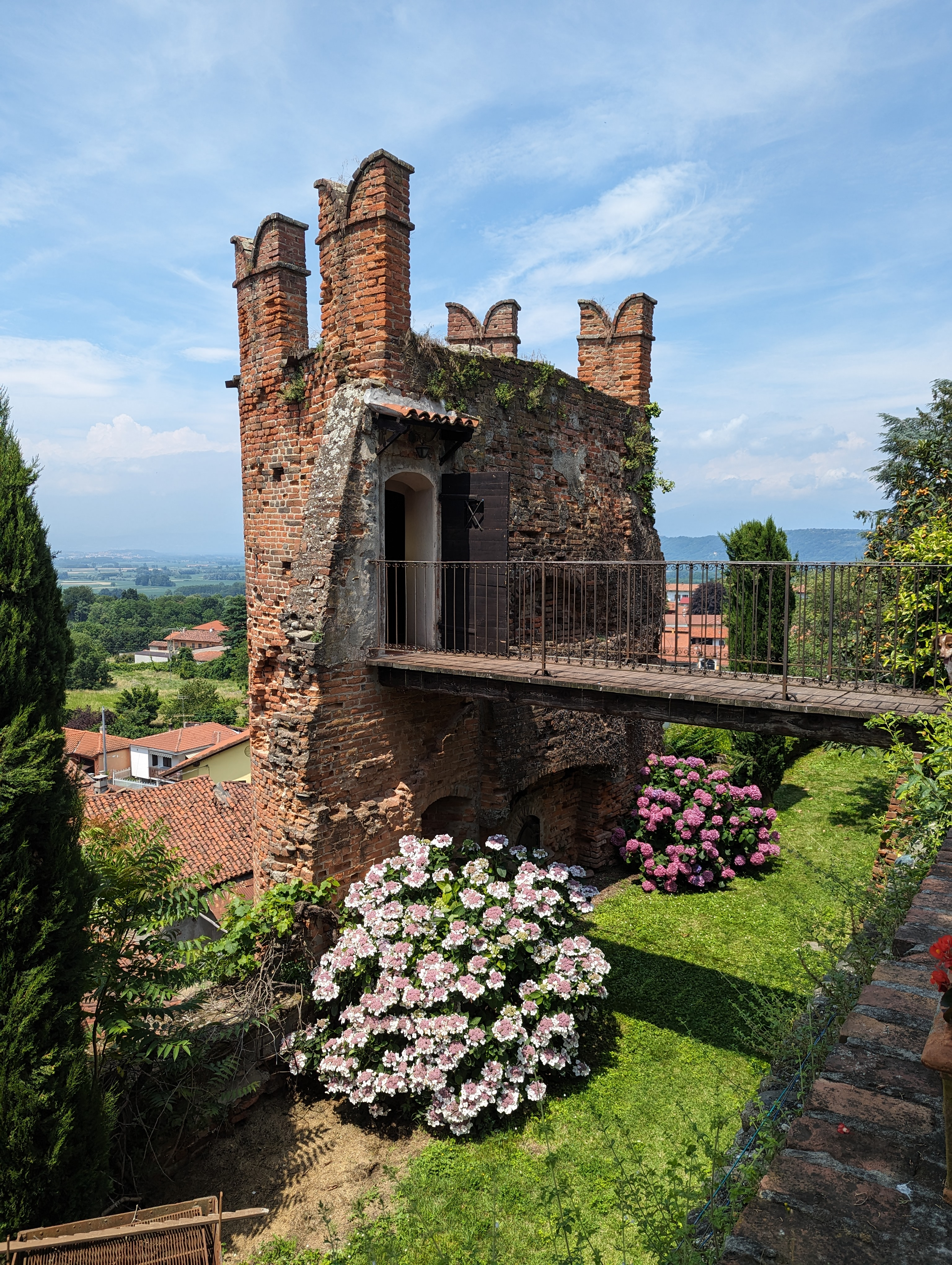
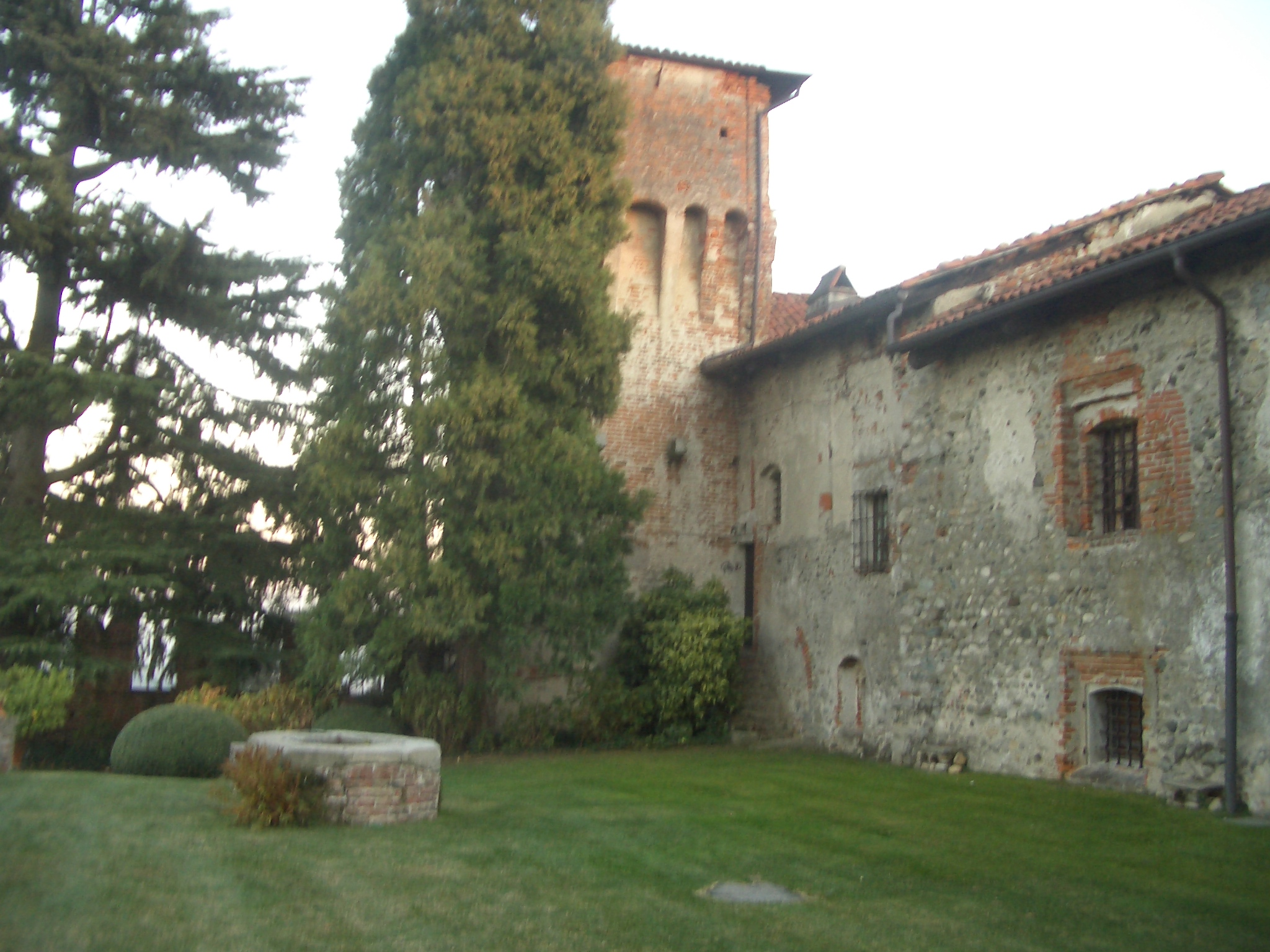
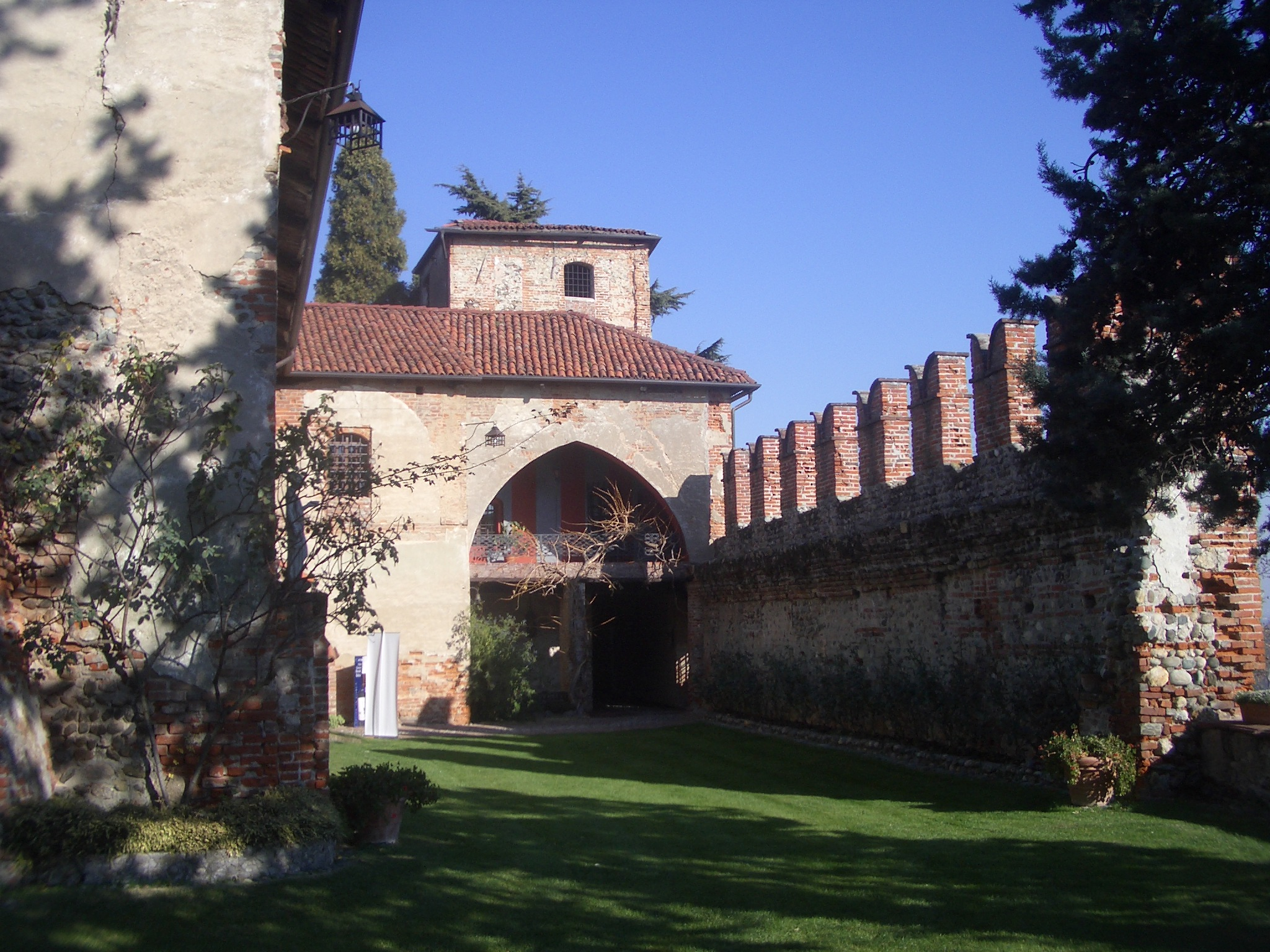